# 鉄平 (タレント)
鉄平 （てっぺい、1978年4月26日 - ）は、日本のマルチタレントである。本名、小池 鉄平（こいけ てつへい）。主にVJ、DJ、MCとして活動し、また、ナレーター、声優、俳優などとしても活動している。虎池重工株式会社所属。身長175cm、体重72kg、血液型はA型。妻は元SKE48の高田志織。

## 来歴
東京都出身。洋服屋の店頭でダンスをしているところをスカウトされてオーディションに参加し合格。2000年、CS音楽専門チャンネルMTV JAPANのメインVJでデビュー。映画専門VJ、音楽や映画のイベントMC、CM出演やナレーターとしても活動。
2006年、NTT DoCoMoの携帯電話「premini-II」をイメージしたショートフィルム「GOT STYLE?」に出演。また、同年4月からはZIP-FMの看板番組『ZIP HOT 100』の3代目ミュージック・ナビゲーターを担当。さらに同年10月からは、民放では自身初となるレギュラー番組『ワナゴナ』のメインMCを中川翔子とともに努めた。
2010年8月22日に放送された『ZIP HOT 100』において、胸に原発不明がんが見つかったことを公表し、9月から芸能活動を休止。2010年12月に退院し、2011年1月2日放送の『ZIP HOT 100』から番組に復帰。1月5日には自身がMCとして出演していたアナアナ商会の後継番組である『ana-ana girl's』にゲスト出演し、入院中の様子や心境などを報告した。
2013年6月26日、それまで所属していた事務所（NPP DEVELOP）より独立、個人事務所「虎池重工株式会社」を設立。またそれと前後して名古屋に転居している。
2018年7月7日Youtubeでゲームフォートナイトの実況配信中シラフにもかかわらず失禁し、その勇気を自ら称える。
同年10月、eスポーツチームBLUE BEES.ESPが設立され監督に就任。
2022年10月10日、SKE48の元メンバーでアクセサリーデザイナーの高田志織との入籍を発表する。
ラグビーで活躍するレメキロマノラヴァ選手は遠縁の親戚。(鉄平の弟の妻の妹の夫がレメキ選手である)

## 現在担当中の番組
ラジオ
- ZIP HOT 100（ZIP-FM、日曜 13:00 - 16:00、2006年4月 - 2010年8月・2011年1月 - ） - ミュージック・ナビゲーター[1]。
  - 番組内では「メッセージ」を「メッサーゲ」・「チェックする」を「アレする」など、独自の言い回しを多用する。
- Limelight （ZIP-FM、2023年4月1日 - ）

雑誌連載
- 『FLOOR net』

ナレーション
- アサヒビール「AQUA BLUE」CM（2008年4月 - ）

配信動画
- GAME DIGGIN'〜ゲームアーカイブスの魅力を掘り起こせ〜 （ニコニコ動画、PlayStation Store、GyaO　2009年5月 - ）

## 過去の出演番組
テレビ（MTV JAPAN、2000年 - ）
- MTV SCREEN（初代VJ、その後、RENA→KENNY）
- MTV ADVANCE WARNING -鉄平とビデオ-
- ワナゴナ（TBS・BS-i、2006年10月 - 2007年3月） - メインMC、パーソナリティ
- MTV WORLD CHART EXPRESS（金 22:00 - 23:00、リピート放送有り）
- MTV KARAOKEE!チャート Top20（月 21:30 - 22:00、リピート放送有り）
- MTV HARAJYUKU マグネット（毎週火曜日23時 - 23時30分、リピート放送有り）
- MTV G-SPOT（メインGJ-Game Jockey、不定期）
- MTV World Trip 〜on SMIRNOFF ROAD〜（不定期）
- SKE48の世界征服女子（中京テレビ）
- SKE48の世界征服女子 season2（中京テレビ）
- DRESS（毎日放送）、金曜 24:50 - 25:20、2009年11月19日 - 2010年9月1日、2011年1月12日 - 2013年3月15日）
- NHK名古屋放送局テレビ放送開始60年「カンシャ カンレキ ナゴヤ スペシャルライブ」（NHK名古屋放送局、2014年3月1日） - MC
- DRESS.tv（毎日放送、第2・4金曜26:20 - 26:50 2009年4月23日 - 2014年3月21日）
- Uta-Tube（NHK名古屋放送局、月曜 22:55 - 23:15、2012年4月19日 - 2024年3月09日）
- ITパンプ（中京テレビ、2016年4月3日 - ?）[4]

ラジオ（レギュラー）
- MOTHER MUSIC RECORDS ARTIST CAMP38（TOKYO FM・JFN38局ネット、 - 2005年9月） - メインDJ
- JUNGLE BUS（INTER FM、月 - 木、23:30 - 24:00） - メインDJ
- WOW!（ZIP-FM、月-木曜 21:00 - 23:00、2013年4月 - 2014年3月） - 月・火曜ミュージック・ナビゲーター
- OODAKA BASE（ZIP-FM、金曜 23:00 - 24:00、2016年10月 - 2017年3月）
- MYSTERIOUS RADIO CULT（ZIP-FM、 土曜 21:00 - 23:00、2018年4月 -2020年3月 ）[1]

ラジオドラマ
- メゾン・ド・関ケ原（2018年3月26日 ‐ 3月30日・全5回、NHK-FM『青春アドベンチャー』)  ‐ 小早川秀秋（亡霊のラッパー）役

インターネット配信
- MIDTOWN TV えみり・ジェンヌ（GyaO、2007年 - 2008年2月）
- 『GAME DIGGIN』〜ゲームアーカイブスの魅力を掘り起こせ〜
- 東京ゲームショウ「War Gaming」ブースMC（2015年・2016年・2017年）

ドラマ
- 詐欺の子（2019年3月23日、NHK総合） - 磯貝（刑事） 役

映画
- ショートフィルムGOT STYLE?
- カクト（伊勢谷友介監督、2003年） - 鉄平 役

CM
- マクドナルド
- Right-on
- J-PHONE
- TOMMY HILFIGER

ナレーション
- サントリー「鮮度チューハイ」 - CMナレーション
- HALLS LOOK JTB「ハワイ篇」 - CMナレーション
- 「ヴァージンシネマズ六本木」 - CMナレーション
- This is IT!（中京テレビ、2015年6月7日 - 2016年3月27日）[5]

ポッドキャスティング
- GAZOO METAPOLIS Red Style（2008年11月 - 2010年8月）
- Yahoo!ポッドキャストBIG BUZZ!

雑誌連載
- タイメン!（BUBKA）